# Эд Смит (стадион)
Стадион Эд Смит (англ. Ed Smith Stadium) ― бейсбольный стадион в городе Сарасота, штат Флорида, США. С 2010 года является весенней тренировочной площадкой команды Балтимор Ориолс. 

## История
Стадион Эд Смит был построен в 1989 году, сменив тем самым Пэйн Парк в качестве площадки для проведения бейсбольных матчей Весенней тренировки и Малой лиги. Стадион назван в честь Эда Смита, общественного деятеля, который сыграл важную роль в строительстве нового стадиона. Ранее стадион являлся весенней тренировочной площадкой команды Чикаго Уайт Сокс (1989—1997) и Балтимор Ориолс (1991). В 1998 году он заменил Стадион Плант-Сити в качестве весенней тренировочной площадки Цинциннати Редс, которые занимали объект до 2008 года. После того, как клуб Цинциннати перенес свою деятельность в Аризону, стадион Эд Смит провёл год без весенней подготовки в высшей лиге.
Балтимор Ореолс стала арендатором и оператором стадиона в 2010 году. Балтимор сотрудничала с Сарасотой раньше, в Парке Твин Лейкс в 1989 и 1990 годах, а также в Эд Смит в 1991 году ― до переезда в Сент-Питерсберг, а затем в Форт Лодердейл для проведения весенних игр.
С 1989 по 2009 год на стадионе выступали команды бейсбольные команд Малой лиги: Сарасота Уайт Сокс Сарасота Ред Сокс и Сарасота Редс. С 2004 по 2009 год здесь размещались игроки Галф Коас Редс.
1 ноября 2008 года Барак Обама выступил на стадионе с речью перед десятью тысячами зрителей в рамках своей президентской кампании 2008 года.